# فنسنت كانتوني
فنسنت كانتوني (بالفرنسية: Vincent Cantoni)‏ هو لاعب دوري الرغبي فرنسي، ولد في 10 مارس 1927 في Laguiole ‏ في فرنسا، وتوفي في 28 أكتوبر 2013.